# 하이랜더 2
《하이랜더 2》(영어: Highlander II: The Quickening)는 미국과 프랑스에서 제작된 러셀 멀케이 감독의 하이랜더의 속편이다. 크리스토퍼 램버트와 숀 코네리이 주연으로 출연하였고 피터 S. 데이비스이 제작에 참여하였다.

## 출연
- 크리스토퍼 램버트 - 코너 맥클라우드
- 버지니아 매드슨 - 루이즈 마커스
- 마이클 아이언사이드 - 카타나 장군
- 숀 코네리 - 라미레즈
- 존 C. 맥긴리 - 데이빗 블레이크
- 알란 리치 - 알란 네이먼

## 기타
- 공동제작: 알레한드로 세사
- 라인프로듀서: 잭 커밍스
- 라인프로듀서: 크리스 크리사피스
- 협력프로듀서: 스티븐 케이
- 특수효과: 존 리처드슨
- 의상: 데보라 애봇
- 배역: 파멜라 바스커
- 배역: 펀 챔피온

## 한국판 성우진(SBS)
- 엄주환 - 코너 맥클라우드(크리스토퍼 램버트)
- 유강진 - 라미레즈(숀 코너리)
- 송도영 - 루이즈 마커스(버지니아 매드슨)
- 신성호 - 데이빗 블레이크(존 C. 맥긴리)
- 김병관 - 카타나 장군(마이클 아이언사이드)
- 김규식 - 알란 네이먼(알란 리치)
- 이종오 - 기술자(안드레스 제링거)
- 최문자 - 브렌다(록산느 하트)
- 김준 - 지미(에드 트루코)
- 이선주 - 술 취한 여성(러스티 슈위머)
- 유동현 - 연극 배우(스티븐 그리브스)
- 김영훈 - 방송 앵커(테오도르 맥나브니)
- 김승준 - 경비원(랜달 뉴섬)